# 江漢区
江漢区（こうかん-く）は中華人民共和国湖北省武漢市に位置する市轄区。住宅や商業施設が密集する武漢市の中心地区である。
明代に自然発生した商業都市である夏口鎮（後の漢口鎮）のあった場所にあたる。漢口は長江中流の物流や商業の中枢として大きな商業都市となった。 1858年の天津条約で漢口が開港されると、漢口市街地に隣接する一帯に漢口租界（現在の江岸区）が形成された。

## 行政区画
- 街道:水塔街道、民族街道、民権街道、民意街道、満春街道、新華街道、万松街道、唐家墩街道、北湖街道、前進街道、常青街道、漢興街道、江興街道

## 医療・福祉
- 協和病院
- 湖北省中西医結合医院
- 武漢市中心病院（後湖院区）
- 武漢市紅十字会病院
- 武漢アジア心臓病病院